# Dychtunek
Dychtunek lub też kalfataż – szczeliwo stosowane w tradycyjnym szkutnictwie do zatykania szwów pomiędzy klepkami poszycia karawelowego lub deskami pokładu. Na dychtunek wykorzystuje się pakuły lniane bądź bawełniane, czasem dodatkowo smolone.
Czynność uszczelniania tego rodzaju szczeliwem nazywa się dychtowaniem lub kalfatrowaniem. Używa się do tego specjalnych, tradycyjnych narzędzi: młotka do dychtowania zwanego ubijakiem, oraz dłut uszczelniaków.
Aby umożliwić poprawne wbicie i ułożenie dychtunku krawędzie klepek poszycia kształtowane są w taki sposób, że tworzą się rowki klinowe zajmujące około 2/3 grubości planki. Rowki te, zwane szwami, wypełnia się prawie do końca szczeliwem układając je pętlami, w sposób umożliwiający późniejsze ruchy klepek podczas pracy kadłuba. Pozostałe w szwie miejsce wypełnia się tradycyjnie elastycznymi szpachlówkami, wytwarzanymi na bazie smoły węglowej, drzewnej lub oleju lnianego. Drewno podczas nasiąkania wodą pęcznieje, zaciskając dychtunek i uszczelniając klepki kadłuba. Szpachlówka zabezpiecza dychtunek przed wypadaniem i dostępem wody, oraz pozwala uzyskać gładką powierzchnię poszycia.